# Tomasz Kamiński (harmonijkarz)

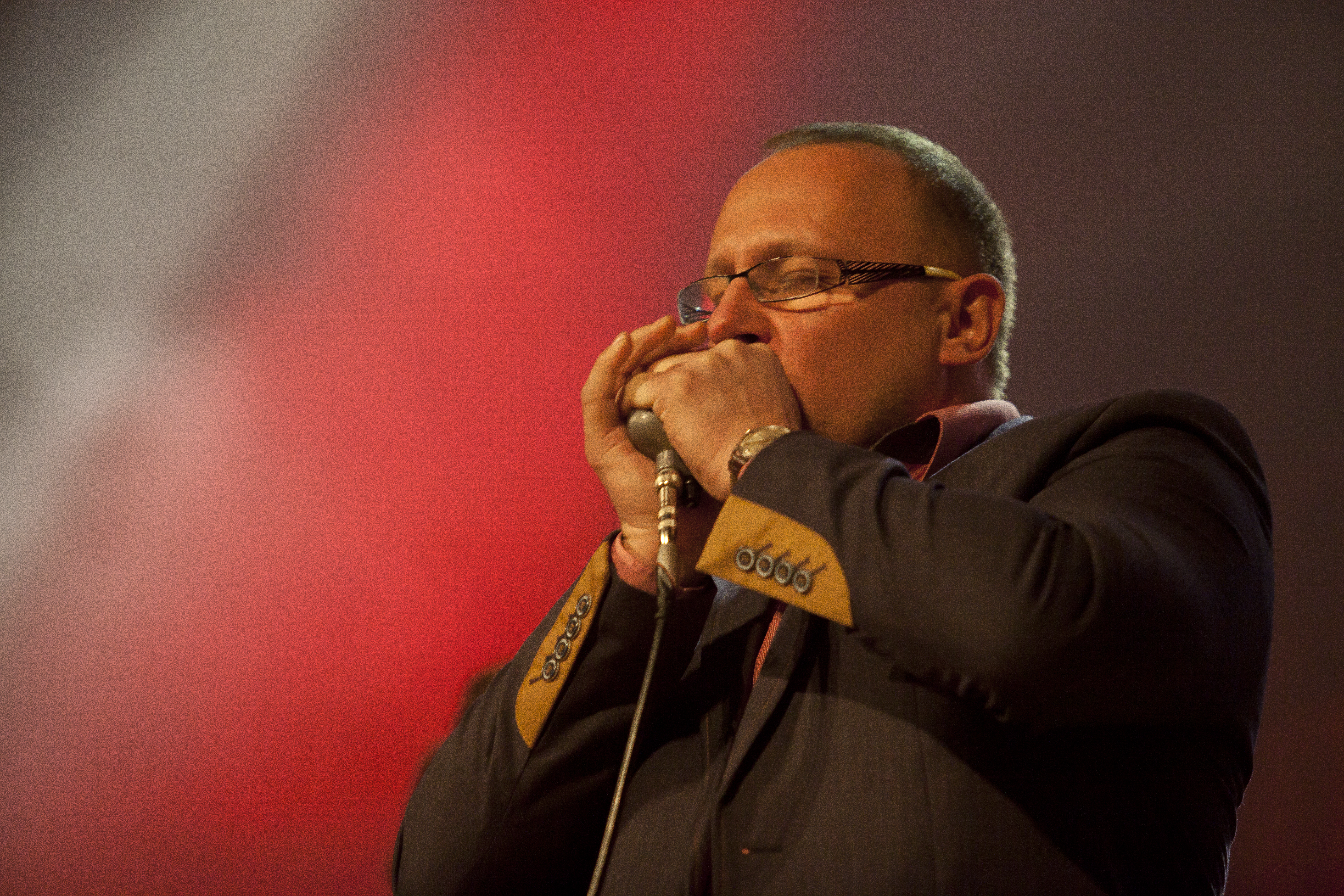
Tomek „Cynamon” Kamiński

Tomasz Kamiński znany również jako Tomek „Cynamon” Kamiński (ur. 31 marca 1977 w Białymstoku) – polski muzyk bluesowy, blues-rockowy, funkowy; harmonijkarz; pedagog i popularyzator muzyki; producent muzyczny.
Jest czołową postacią polskiej sceny bluesowej i blues-rockowej, wirtuozem harmonijki ustnej i jednocześnie jednym z najbardziej rozpoznawalnych popularyzatorów tego instrumentu w Polsce. Od lat jest cenionym nauczycielem gry na harmonijce ustnej, zapraszanym na liczne warsztaty w Polsce i za granicą.

## Twórczość
Podczas kilkudziesięcioletniej aktywności w branży muzycznej był liderem kilku zespołów muzycznych, które na stałe zapisały się w historii polskiego bluesa (Formacja FRU, The Hardworkers), a także współpracował z czołowymi muzykami bluesowymi z Polski i zagranicy. Na liście jego współpracowników znajdują się m.in.: Kasa Chorych, Blue Machine, a także wirtuozi harmonijki ustnej: Mátyás Pribojszki (Węgry), Erich „Bobos” Prochazka (Słowacja) i Karel „Charlie” Slavik (Czechy). Wziął również udział w międzynarodowych projektach muzycznych Visegrad 3 Harp i Visegrad 4 Harp. Przez kilka lat współpracował z charyzmatycznym amerykańskim wokalistą i gitarzystą Seanem McMahonem, z którym wspólnie nagrali dwie płyty. Znalazły się na nich bluesowe standardy w nowych opracowaniach.
Wraz z różnymi projektami prezentował swój harmonijkowy kunszt na największych festiwalach w Polsce (m.in. Rawa Blues Festiwal, Jesień z Bluesem, Olsztyńskie Noce Bluesowe, Suwałki Blues Festival, Międzynarodowy Festiwal Muzyki Country „Piknik Country Mrągowo", Augustowski Blues Maraton) i wschodniej Europie (węgierski Sziged Festival). Wielokrotnie znajdował się w czołówce zestawienia Blues Top magazynu „Twój Blues”.
Tomasz Kamiński, jako ceniony nauczyciel gry na harmonijce ustnej, prowadził liczne warsztaty muzyczne w Polsce i za granicą (m.in. International Harmonica Meeting under Sail Croatia, Festiwal Wielu Kultur i Narodów „Z wiejskiego podwórza” Visegrad Wave in Czeremcha).
W 2003 roku Tomasz Kamiński dołączył do zespołu countrowego Last Train, z którym wystąpił na scenie XXII Międzynarodowego Festiwalu Muzyki Country „Piknik Country Mrągowo 2003”. W 2004 roku nagrał wspólnie z harmonijkową elitą Polski, czyli ze Sławkiem Wierzcholskim, Bartkiem Łęczyckim oraz Tomaszem Kiersnowskim, płytę Harmonijkowy atak.
Jako pomysłodawca i jeden z filarów projektu Harmonijkowy Atak, w 2010 roku zaprosił do współpracy trzech polskich, znakomitych harmonijkarzy (Bartosza Łęczyckiego, Michała Kielaka, Łukasza Wiśniewskiego), aby wspólnie zaprezentować publiczności możliwości harmonijki ustnej. Zespół Harmonijkowy Atak zmienił się w jedną z najlepiej rozpoznawalnych blues-rockowych marek w Polsce, czego dowodzą wyróżnienia branżowego kwartalnika „Twój Blues” – „najlepsza płyta roku 2011” dla debiutanckiej płyty Harpcore i dla Harmonijkowego Ataku – tytuł „zespołu roku 2012” w plebiscycie tegoż magazynu. W 2013 Kamiński wraz z zespołem Harmonijkowy Atak promowali nową płytę Harpcore, koncertując we Francji i w Niemczech (m.in. European Blues Challenge w Tuluzie).
Pod szyldem Tomek Kamiński Band wydał w roku 2013 płytę Groove, która jest prezentacją jego możliwości w zupełnie nowym kontekście. Na płycie znalazł się głównie autorski repertuar, przede wszystkim funkowy, w którym nie brakuje jednak wpływów muzyki fusion. Dodatkową atrakcją płyty jest udział trzech wokalistek. Do dwóch utworów z tej płyty zostały zrealizowane teledyski.
Od 2013 roku Tomasz Kamiński bierze udział w projekcie muzycznym Cynamonowa kaczka. W 2014 roku powstała płyta Opal, której repertuar dedykowany jest pamięci Jerzego Opalińskiego, białostockiego bluesmana, związanego m.in. z Kasą Chorych. Wraz z muzykami z Cynamonowej Kaczki nagrał intro do Suwałki Blues Festiwal 2016.
W 2015 roku nawiązał współpracę z Markiem Tymkoffem (gitarzystą m.in. zespołu Banda i Wanda), z którym stworzył projekt muzyczny Kamiński&Tymkoff. Wielokrotnie występowali w Polsce i na Litwie, gdzie zawsze przyjmowano ich z dużym entuzjazmem.
Tomasz Kamiński zagrał na harmonijce ustnej białostocki hejnał miejski, który odtwarzany jest cyklicznie od 2012 roku, z wieży ratuszowej w Białymstoku, podczas festiwalu bluesowego „Jesień z Bluesem”. Wraz z zespołem Kasa Chorych zagrał w serialu M jak miłość (odc. 495) w 2007 roku. Kamiński jest również endorserem harmonijek ustnych firmy C. A. Seydel Söhne.
W 2017 roku Tomasz „Cynamon” Kamiński został uhonorowany imienną tabliczką pamiątkową na Alei Bluesa w Białymstoku, jako zasłużony artysta i popularyzator muzyki bluesowej.

## Dyskografia
- 2002; Formacja FRU Limited edition[31][32]
- 2003; Sean McMahon & Tomek Kamiński Where Will You Go?; OMERTA ART OMCD002[32]
- 2003; Skazani na bluesa vol.1, OMERTA ART OMCD001[33][34]
- 2004; Harmonijkowy Atak; OMERTA ART OMCD003[35]
- 2004; Chorzy na bluesa śpiewają utwory Sławka Wierzcholskiego vol.2, OMERTA ART OMCD004[34]
- 2011; Antologia Polskiego Bluesa cz.3; 4everMUSIC 5CD BOX 175-179[36]
- 2011; Harmonijkowy Atak Harpcore[37]; FMB005[38]
- 2012; Sean McMahon &Tomek Kamiński The Complete Robert Johnson Song Book vol.1[39]
- 2013; Tomek Kaminski Band Groove[40]
- 2014; Cynamonowa Kaczka Opal; BOK JJ1806157[32]
- 2016; Kasa Chorych W filharmonii; Metal Mind Productions – MMP 3 CD BOX 007[41][42]